# کمیته المپیک ویتنام
کمیته المپیک ویتنام (ویتنامی: Ủy ban Olympic Việt Nam) یک سازمان ورزشی است که نماینده کشور ویتنام در کمیته بین‌المللی المپیک می‌باشد.
این سازمان که در سال ۱۹۵۲ تأسیس شده مسئول آماده‌سازی و اعزام ورزشکاران به بازی‌های المپیک، بازی‌های المپیک جوانان و بازی‌های آسیایی است.